# 2008年のバスケットボール
< 2008年 | 2008年のスポーツ
2008年のバスケットボール（2008ねんのバスケットボール）では、2008年（平成20年）のバスケットボール関連の出来事をまとめる。

## できごと

### 2月
- 2月28日 バスケットボール女子日本リーグ機構（Wリーグ）プレーオフ・ファイナル、富士通レッドウェーブがJOMOサンフラワーズを下し初優勝。これにより1989年より続いたJOMO・シャンソン2強時代は終焉。

### 3月
- 3月18日 評議委員会で人事対立が起きていた日本バスケットボール協会が、日本オリンピック委員会から無期限資格停止処分を受ける。ただし、北京オリンピックの出場権を獲得した場合は派遣される。

### 5月
- 5月16日 大神雄子、WNBAフェニックス・マーキュリーの開幕ロースター入りを果たす。日本人では萩原美樹子以来10年ぶり2人目の快挙。

### 6月
- 6月14日 北京オリンピックバスケットボール世界最終予選に出場したバスケットボール女子日本代表チームは、ノックアウトラウンド敗者復活戦で58-66のスコアでキューバ代表に敗れ、オリンピック出場を逃した[1]。

### 7月
- 7月2日 NBA、シアトル・スーパーソニックスの2009-10シーズンのオクラホマシティ移転を発表。

### 8月
- 8月10日 日本バスケットボール協会新会長に麻生太郎の就任が決まる。
- 8月31日 リンク栃木ブレックス、元NBA選手の田臥勇太を獲得。

### 9月
- 9月16日 日本バスケットボール協会が日本オリンピック委員会から受けていた資格停止処分が13日付で解除される。

### 11月
- 11月9日 - バスケットボールU-18女子アジア選手権、日本初優勝。

### 12月
- 12月17日 - 日本バスケットボール協会及び日本バスケットボールリーグと、bjリーグ提携などを視野に入れた「トップリーグのあり方検討委員会」第1回会合が開かれる。

## 国際大会
- 北京五輪（8月8日〜24日）
  - 男子
    - 金メダル: アメリカ合衆国
    - 銀メダル: スペイン
    - 銅メダル: アルゼンチン

決勝: アメリカ合衆国 118-107  スペイン
  - 女子
    - 金メダル: アメリカ合衆国
    - 銀メダル: オーストラリア
    - 銅メダル: ソビエト連邦

決勝: アメリカ合衆国 92-65  オーストラリア
- 男子ダイヤモンドボール・トーナメント2008（南京・7月29日〜8月1日）
  - 決勝: アルゼンチン 95－91  オーストラリア
- 女子ダイヤモンドボール・トーナメント2008（海寧・8月2日〜5日）
  - 決勝: アメリカ合衆国 71-67  オーストラリア
- スタンコビッチ・コンチネンタル・チャンピオンズカップ2008（杭州・7月17日〜21日）
  - 金メダル: アンゴラ
  - 銀メダル: 中国
  - 銅メダル: ロシア
- ユーロリーグ 2007-08ファイナル（マドリード・5月4日）
  - PBC CSKAモスクワ 91－77 マッカビ・テルアビブBC
- 女子ユーロリーグ
  - Spartak Moscow Region 75－60 Gambrinus Brno
- FIBAアジアチャンピオンズカップ
  - Saba Battery 82-75 アル・ラーヤン
- bj-KBL チャンピオンシップゲームズ
  - 原州東部プロミ （2勝） 大阪エヴェッサ
- 日韓Wリーグチャンピオンシップ
  - 新韓銀行S・バード （2勝） 富士通レッドウェーブ

## 日本国内の大会

### 日本プロバスケットボール（bjリーグ）
- bjリーグ 2007-08ファイナル（有明コロシアム・5月4日）
  - 大阪エヴェッサ 66-56 東京アパッチ
    - （3年連続3度目の優勝）

### その他日本国内
- 第83回天皇杯・第74回皇后杯全日本総合選手権（国立代々木競技場・1月2日〜14日）
  - 男子
    - 決勝：アイシンシーホース 85－82 トヨタ自動車アルバルク
      - （3年ぶり5回目の優勝）

  - 女子
    - 決勝：富士通レッドウェーブ 80－70 JOMOサンフラワーズ
      - （3年連続3回目の優勝）
- JBL 2007-08ファイナル（代々木第2体育館・3月20日〜26日）
  - 第1戦　アイシンシーホース 81－65 トヨタ自動車アルバルク
  - 第2戦　トヨタ自動車アルバルク 82－76 アイシンシーホース
  - 第3戦　トヨタ自動車アルバルク 86－72アイシンシーホース
  - 第4戦　アイシンシーホース 88－69 トヨタ自動車アルバルク
  - 第5戦　アイシンシーホース 93－79 トヨタ自動車アルバルク
- JBLオールスターゲーム（12月23日・宇都宮市体育館）
  - EAST 120-98 WEST
- JBL2 2007-08・ファイナル（3月16日）
  - 栃木ブレックス 86－71 千葉ピアスアローバジャーズ
    - 栃木は初優勝
- Wリーグ2007-08・ファイナル（2月21日〜28日）
  - 第1戦　富士通レッドウェーブ 70－65 JOMOサンフラワーズ
  - 第2戦　JOMOサンフラワーズ 73－72 富士通レッドウェーブ
  - 第3戦　富士通レッドウェーブ 78－55JOMOサンフラワーズ
  - 第4戦　JOMOサンフラワーズ 86－58 富士通レッドウェーブ
  - 第5戦　富士通レッドウェーブ 84－65 JOMOサンフラワーズ
    - 富士通は初優勝
- W1リーグ2007-08
  - 優勝：三菱電機コアラーズ
- 第60回全日本大学バスケットボール選手権大会（11月29日〜12月7日）
  - 男子決勝 慶應義塾大学 104 - 73 国士舘大学
  - 女子決勝 拓殖大学 73 - 69 大阪体育大学（初優勝）
- 全国高校選抜
  - 男子決勝 洛南高等学校（京都府） 73-71 福岡第一高等学校（福岡県）（3年連続4回目）
  - 女子決勝 桜花学園高等学校（愛知県） 88－74 東京成徳大学高等学校（東京都）（2年連続16回目）
- 高校総体（7月29日〜8月3日 埼玉県）
  - 男子決勝 延岡学園高等学校（宮崎県） 65－62 福岡第一高等学校（福岡県）（3年ぶり2回目）
  - 女子決勝 桜花学園高等学校（愛知県） 80－78 東京成徳大学高等学校（東京都）（3年連続16回目）

### NBA
- NBAオールスターゲーム（2月17日 ニューオーリンズ・アリーナ）
イースタン・カンファレンス 134－128 ウェスタン・カンファレンス
- NBAファイナル
ボストン・セルティックス（イースタン） （4勝2敗） ロサンゼルス・レイカーズ（ウェスタン）

### WNBA
- WNBAファイナル
  - デトロイト・ショック （3勝） サンアントニオ・シルバースターズ

### 韓国プロバスケットボール
- KBL 2007-08ファイナル
  - 原州東部プロミ 4 – 1 ソウル三星サンダース

### 中国プロバスケットボール
- CBA 2007-08
  - 広東サザンタイガース 4 - 1 遼寧ハンターズ

## 死去
- 3月27日 - 宅見雅幸（元新潟アルビレックスBB選手）
- 11月17日 - ピート・ニューエル（元米国代表HC、元ロサンゼルス・レイカーズ球団代表）